# 安室満樹子
安室 満樹子（やすむろ まきこ、1961年10月9日 - ）は、日本の女優。本名は同じ。血液型はO型。夢工房所属。以前は東京キッドブラザーズに所属していた。
三重県出身。市邨学園短期大学卒業。

## 出演作品

### テレビドラマ
- かけおち通り（1988年）
- 天までとどけ3・4・5・7（1994年 - 1996年・1998年） - 小倉時江
- 大人のキス 第3話「パンと妻依存症」（1993年）
- 幸福の条件（1994年）
- 夏は秘密がいっぱい!（1994年）
- T.T.K. DRAMA SPECIAL 悪魔の王（1995年） - 岡看護婦
- 藏（1995年） - おえい
- 拝啓自治会長殿 第2・3・8・12話（1995年） - 石沢久美
- 元気をあげる〜救命救急医物語（1996年） - 大原則子
- 重甲ビーファイター 第48話「不滅合体走る首」（1996年）
- はれ時々くもり（1999年）
- 万引きGメン・二階堂雪5 嫉妬（2000年）
- ウエディングプランナー SWEET デリバリー 第1話「理想の結婚式」（2002年）
- 仮面ライダーシリーズ
  - 仮面ライダー555 第1話「旅の始まり」（2003年） - 食堂の女将
  - 仮面ライダー響鬼 第9話「蠢く邪心」・第11話「呑み込む壁」（2005年） - 書店店員
- 爆竜戦隊アバレンジャー 第37話「快感アバレクイーン」（2003年） - 宮古美弥子
- アシ!（2003年）
- 一攫千金夢家族2（2003年）
- ほんとにあった怖い話・深夜の鏡像（2004年）
- さそり 第6話（2004年）
- 27歳の夏休み（2005年）
- PS -羅生門- 警視庁東都署 第2話「30年間逃げた女…下町食堂の笑う死体」（2006年）
- きらきら研修医 第8話「内科 でないか?」（2007年）
- のぞき屋（2007年） - 高見沢節子（レイカの母）
- 貧乏男子 ボンビーメン 第2話「ボンビーメンvs買い過ぎ女」（2008年）
- 世にも奇妙な物語 春の特別編・「さっきよりもいい人」（2008年）
- モンスターペアレント 第3話「給食費は払わない」（2008年） - 母親
- 白い春（2009年）
- 怨み屋本舗 REBOOT 第3・4話「もう一人の復讐者（前・後編）」（2009年） - 杉下明美
- プロポーズ兄弟〜生まれ順別 男が結婚する方法〜 第3話「末っ子が結婚する方法」（2011年）
- URAKARA 第7話「ニコルの冒険」（2011年）
- リーガル・ハイ 第5話「期限は7日! 金か命か!? 悪徳政治家を守れ」（2012年）
- ウルトラマンギンガ 第1話「星の降る町」（2013年） - 婦人

### その他のテレビ番組
- 未来創造堂
- わたしが子どもだったころ・鎌田實編（2008年）

### 映画
- Soundtrack（2002年） - 太鼓の女
- セブンス アニバーサリー（2003年）
- ゼブラーマン（2004年） - 地下鉄の買い物客
- ULTRAMAN（2004年） - 幸恵
- ユビサキから世界を（2006年） - ウタ（北乃きい）の母
- イヌゴエ 幸せの肉球（2006年）
- スーパーカブ（2008年） - 大山
- 銀色の雨（2009年）
- 川の底からこんにちは（2010年） - 杉山さん
- 妖怪 -YOKAI- - 堀内亜希子 ※公開時期不明
- 私と小鳥と鈴と ※公開時期不明

### 舞台
- 虹の降る場所（2012年1月）
- オカメひょっとこぶんぶく茶釜（2013年3月） - 花咲まさこ 役
- 名古屋嫁入り物語[2]

### Vシネマ
- ゴッドファーザー

### CM
- 全薬工業・ジキニン[2]
- アイフル
- マツモトキヨシ

### イベント
- 東京電力